# Gribowski G-23
Die Gribowski G-23 (russisch Грибовский Г-23) mit dem Beinamen „Komsomolez“ (Комсомолец, Komsomolze) war ein Flugzeug des sowjetischen Flugzeugkonstrukteurs Wladimir Gribowski.

## Entwicklung
Der zweisitzige Tiefdecker mit offenem Cockpit wurde als Versuchsmaschine für einen modifizierten Kraftfahrzeugmotor, den GAZ-M-60, projektiert und gebaut. Er verfügte über ein starres Fahrwerk. Da der Motor wassergekühlt war, wurde unter ihm ein Kühlertunnel eingebaut. Der Antrieb erfolgte über einen Stahlpropeller. Das Flugzeug wurde 1936 fertiggestellt.
Nach dem Erstflug der G-23 am 26. Februar 1937 wurden am NII WWS (Wissenschaftliches Forschungsinstitut der Luftstreitkräfte) Versuche mit ihr unternommen. Es zeigte sich, dass der Motor für sein Gewicht zu leistungsschwach war. Die Steigleistung war nicht akzeptabel. Die Zuverlässigkeit und Geschwindigkeit hingegen konnten befriedigen. Auch konnte die Maschine aufgrund der Vergaserbauart nicht für den Kunstflug eingesetzt werden. Vom 24. bis 27. Juli 1937 wurde von I. Grodsjanski ein Langstreckenflug über insgesamt 2584 Kilometer in 21 Stunden mit einer Durchschnittsgeschwindigkeit von 123 km/h durchgeführt, der ohne Beanstandungen ablief.
Eine zweite G-23, die mit einem 150 PS starken Schwezow M-11E ausgerüstet wurde und einen um 50 Zentimeter verkürzten Tragflügel besaß, zeigte hervorragende Flugleistungen. Sie wurde G-23bis „Komsomolez 2“ genannt. Mit ihr wurde am 23. Juli 1938 durch Grodjanski ein internationaler Klassenrekord mit 7266 Metern Flughöhe erreicht. Am 12. August gleichen Jahres überbot N. D. Fedossejew auf 7985 Meter.

## Technische Daten
| Kenngröße             | Daten (G-23)          |
| --------------------- | --------------------- |
| Länge                 | 6,50 m                |
| Spannweite            | 11,00 m               |
| Flügelfläche          | 15,00 m²              |
| Flügelstreckung       | 8,1                   |
| Leermasse             | 483 kg                |
| max. Startmasse       | 713 kg                |
| Höchstgeschwindigkeit | 150 km/h in Bodennähe |
| Landegeschwindigkeit  | 65 km/h               |
| Landerollstrecke      | 90 m                  |
| Startrollstrecke      | 150 m                 |
| Gipfelhöhe            | 2480 m                |
| Reichweite            | 400 km                |
| Steigzeit             | 9 min auf 1000 m Höhe |
| Triebwerk             | ein GAZ M-60          |
| Leistung              | 41 kW (56 PS)         |